# 大河内信威
大河内 信威（おおこうち のぶたけ、1902年7月24日 - 1990年7月12日）は、日本の美術史家、美術評論家、実業家、社団法人日本陶磁協会第5代理事長。
元共産党員。別名・小川信一。号は風船子。一時、磯野姓を名のる。

## 来歴・人物
理化学研究所第3代所長・理研産業団創始者で貴族院議員を務めた子爵大河内正敏の長男。
高等師範付属中学時代から左翼思想に興味を抱き、旧制浦和高校に進学すると学内に思想研究会を組織。2年在学時には読売新聞（大正12年5月30日長官）に埼玉県警察の黒表（ブラックリスト）に上がっているとする記事が掲載された。
東京帝国大学では学生運動組織「新人会」に参加。小川信一のペンネームで、左翼文化団体の指導者となり、『日本資本主義発達史講座 第2部 資本主義発達史』の「労働者の状態及び労働者運動史」などの著作を発表。
1930年（昭和5年）5月20日、共産党のシンパとして特別高等警察に逮捕される。懲役6年の求刑を受けた後に転向宣言、1934年（昭和9年）に懲役3年の判決を受けて保釈されるも、華族社会に大きな衝撃を与え、大河内家から正式に相続廃除される。父親の正敏は貴族院議員など公職から退いた。
後に河原崎長十郎と結婚する河原崎しづ江と結婚していた時期がある。しづ江との間に一児（信具）を儲けるも、信威が豊多摩刑務所に収監中に離婚している。
釈放後、戦前は大多喜天然瓦斯（現：関東天然瓦斯開発）を経て、理研グループ各社の役員を務め、戦後は理研科学映画専務ののち、東邦物産嘱託となった。この間、陶磁史、茶道史の研究を深め、なかでも楽茶碗に関しては父子代々のコレクターでもあり、執筆のほか、自ら作陶もした。1990年（平成2年）に心不全により没したが、新聞の訃報欄には日本陶磁協会理事長の肩書が用いられていた。

### 経歴
- 1921年、東京高等師範学校附属中学在学中、山川均の水曜会に入る[7]。
- 1923年、浦和高等学校 (旧制)に入学。学生連合会を組織してリーダーとなり、同盟休校して一年後れて卒業、東京帝大経済科を志望するも左傾学生として入学を許されなかった[7]。
- 1925年、小川信一の名で日本プロレタリア文芸連盟に参加、活動資金として支援者から約1000円を集金し、自身も約200円を寄付した[7]。
- 1927年、小川信一のペンネームで、関鑑子、村山知義、久板栄二郎、柳瀬正夢、青野季吉、林房雄、前田河広一郎、葉山嘉樹、佐野碩、千田是也、佐々木孝丸らの「前衛劇場」に参加。前進座のスター女優山岸静江との間に長男・信具生まれる[7]。
- 1928年、国際文化研究所の設立に参加。左翼国際文化情報誌「国際文化」[10]を発行。全日本無産者芸術連盟（通称ナップ）の書記となる[6]。
- 1929年には三木清らとともにプロレタリア科学研究所（のちに日本プロレタリア科学同盟）を結成。書記長。続いて、日本プロレタリア文化連盟（通称コップ）の書記長となる。
- 1932年3月にコップの取締があり、他のメンバーらとともに検挙される。信威は第一審では懲役3年を言い渡されたが、不服で控訴する[6]。
- 1934年、獄中にて転向声明を出したところ、11月21日の東京控訴院で、「犯罪事実を率直に認め、転向を誓った」として、原審の懲役3年より軽い懲役2年を求刑される[6]。
- 1935年3月26日、理化学研究所の工学博士辻二郎の仲介で、銀座山野楽器の娘・文子と結婚する[6]。
- 1936年10月、証券の運用、土地建物の賃貸事業を行う富国工業が設立され、その役員となる。理研内に就職してくる左翼前歴者を庇ったといわれる[1]
- 戦後は、理研コンツェルンの解体の過程のなかで、理研映画株式会社（1946年設立）の専務や東邦物産（1958年設立）嘱託を歴任。陶芸、茶道史については、本名の磯野信威または、磯野風船子、大河内風船子で著作がある。
- 1982年には、「労働者の状態及び労働者運動史」の復刻版[11]の発刊を許可した。

## 著作
- 『労働者の状態及び労働者運動史』小川信一 岩波書店 日本資本主義発達史講座 1932年
- 『陶器全集 第6巻 長次郎・光悦』（磯野信威、平凡社、1958年）
- 『楽茶碗』（磯野風船子、河原書店、1961年）
- 『茶の湯古今春秋』（磯野風船子、雄山閣出版、1973年）
- 『陶磁大系 17 長次郎』（磯野信威、平凡社、1972年）
- 『茶碗百選』（大河内風船子、平凡社、1984年）
- 『日本陶磁大系 第17巻 長次郎・楽代々』（大河内風船子、平凡社、1990年）